# Empocryptus
Empocryptus é um género de coleópteros da família Erotylidae.